# Borzywoj I
Borzywoj I (cz. Bořivoj I.; ur. 852 lub 853, zm. ok. 888/889) – książę Czech 870–889.
Pierwszy historyczny władca czeski z dynastii Przemyślidów. Według legendy potomek Przemysła Oracza i Libuszy.

## Pochodzenie
Borzywoj I pochodził z dynastii Przemyślidów. Był synem Gościwita. Nie zachowały się informacje na temat rodzeństwa Borzywoja. Przypuszcza się, że jego siostrą mogła być czeska księżniczka, której weselny orszak został obrabowany w 871 roku, a identyfikowana ze Świętożyzną, żoną Świętopełka I, księcia morawskiego. Pojawiła się hipoteza, autorstwa Dušana Třeštíka, że Borzywoj I miał brata, którego synem był komes Vok.
Hipoteza, jakoby Borzywoj nie pochodził z dynastii Przemyślidów, ale został osadzony na tronie czeskim przez Świętopełka I Wielkiego, została obalona już w 1946 roku.

## Udział w bitwie nad Wełtawą w 872 roku
Za pierwszą wzmiankę o Borzywoju uchodzi zapiska z Annales Fuldenses, które pod 872 roku zanotowały, że wojska niemieckie pobiły pięciu czeskich książąt: Świętosława (Zuentislan), Witysława (Witislan), Hermana (Heriman), Spytymira (Spoitimar) i Mojsława (Moyslan). Na marginesie jednego z kodeksów pojawia się imię jeszcze szóstego czeskiego księcia - "Goriwei", które zwykle odczytuje się jako "Boriwei". Jednak wątpi się, że Borzywoj brał udział w tym starciu, gdyż roczniki mówią o pięciu książętach czeskich; uważa się, że wzmianka o Borzywoju jest późniejszą uwagą marginalną.

## Przyjęcie chrztu i jego konsekwencje
Borzywoj I został określony mianem pierwszego chrześcijańskiego księcia Czechów przez Krystiana w Żywocie świętego Wacława, w najstarszym Żywocie świętej Ludmiły (Fuit in provincia Boemorum) oraz w Kronice Kosmasa z Pragi.
Borzywoj I został ochrzczony przez arcybiskupa Metodego na terenie Moraw.
Data chrztu Borzywoja I nie jest pewna. Kosmas z Pragi podał rok 894, jednak jest to niemożliwe, gdyż Metody, który ochrzcił Borzywoja I, zmarł już w 885 roku. Proponuje się rok 884.

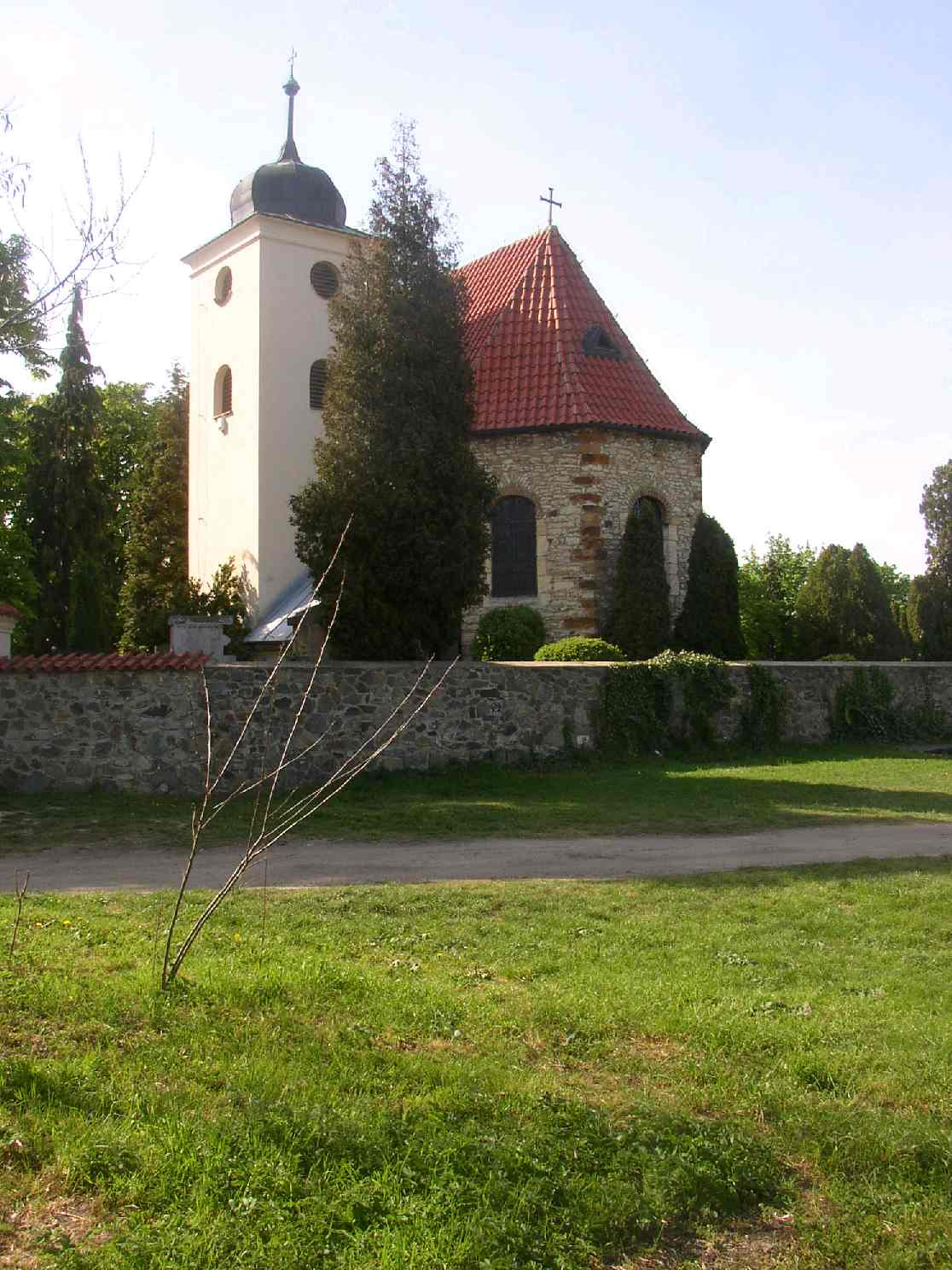
Kościół św. Klemensa na Lewym Hradcu (od strony południowo-wschodniej)

Borzywoj powrócił do kraju w towarzystwie kapłana Kaika. Ufundował kościół św. Klemensa, zbudowany w Lewym Hradcu. Wezwanie tego kościoła (Cyryl i Metody odnaleźli na Krymie relikwie tego świętego), a także elementy architektoniczne (patrocinium) wskazują na wpływy morawskie. W tym kościele został osadzony Kaik.
W Czechach doszło do buntu przeciwko Borzywojowi I; buntownicy ogłosili księciem Strojmira. Ich kandydat przebywał na wygnaniu "u Niemców" tak długo, że nawet zapomniał ojczystego języka. Bunt ten był skierowany nie tylko przeciwko nowej wierze, ale i zależności od Świętopełka, księcia morawskiego, w którą popadł Borzywoj. Przypuszcza się, że bunt Strojmira mógł być inspirowany przez bawarskie kręgi kościelno-polityczne, które uważało Czechy za swoją strefę wpływów. Wniosek tej zdaje potwierdzać się fakt, że dopiero w 895 roku Czechy, w wyniku oddania się Spitygniewa I pod opiekę wschodniofrankijskiego króla Arnulfa z Karyntii, znalazły się w obrębie diecezji ratyzbońskiej. Tzw. tradycja "bawarska", która znalazła odbicie w Żywocie świętego Wacława zwanym Crescente fide oraz w Żywocie świętego Wacława autorstwa Gumpolda z Mantui twierdzi, że pierwszym chrześcijańskim księciem Czechów był Spitygniew I, syn Borzywoja I.
Borzywojowi udało się stłumić bunt; przypuszczalnie stało się to z pomocą Świętopełka I, księcia morawskiego. Po powrocie do Czech Przemyślida pełnił funkcję "namiestnika" z ramienia potężnego sąsiada.
Po zwycięstwie w wojnie domowej Borzywoj I zbudował drugą świątynię na ziemiach czeskich - był nią kościół Najświętszej Marii Panny w Pradze. Badania archeologiczne wskazują na to, że kościół został wzniesiony wcześniej niż praski gród. Jednak, jak sądzą czescy badacze, był to tradycyjny teren kultowy, a na terenie przyszłego grodu istniało pogańskie miejsce zwane przez Kosmasa Żiżi.
Siedziba Bolesława I znajdowała się w Lewym Hradcu; dawniej sądzono, że po wybudowaniu kościoła Najświętszej Marii Panny Borzywoj przeniósł swoją siedzibę do Pragi. Obecnie uważa się, że nastąpiło to za panowania jego syna Spitygniewa I.

## Data zgonu
Borzywoj I zmarł w wieku 36 lat. Sama data zgonu pozostaje dyskusyjna. Jeden z roczników podaje rok 801; metodą kombinacji paleograficznych próbuje się go odczytywać jako 891.
W literaturze pojawiają się też inne daty zgonu Borzywoja I: 888-893 i ok. 894.

## Małżeństwo i potomstwo
Najpóźniej w 875 roku Borzywoj poślubił Ludmiłę, córkę Sławibora, księcia pszowskiego lub milczańskiego. Z tego małżeństwa pochodziło dwóch synów: Spitygniew I i Wratysław I.